# IC 2542
IC 2542 је спирална галаксија у сазвјежђу Мали лав која се налази на листи објеката дубоког неба у Индекс каталогу.
Деклинација објекта је + 34° 18' 55" а ректасцензија 10h 7m 50,5s. Привидна величина (магнитуда) објекта IC 2542 износи 13,9 а фотографска магнитуда 14,6. IC 2542 је још познат и под ознакама MCG 6-22-76, CGCG 182-76, KARA 399, KUG 1004+345, PGC 29453.